# Eragrostis setulifera
Eragrostis setulifera är en gräsart som beskrevs av Pilg.. Eragrostis setulifera ingår i släktet kärleksgrässläktet, och familjen gräs. Inga underarter finns listade i Catalogue of Life.